# Потлікер (Пенсільванія)
Потлікер (англ. Potlicker Flats) — переписна місцевість (CDP) в США, в окрузі Міффлін штату Пенсільванія. Населення — 174 особи (2020).

## Географія
Потлікер розташований за координатами 40°43′37″ пн. ш. 77°36′22″ зх. д. / 40.72694° пн. ш. 77.60611° зх. д. (40.727004, -77.606032).  За даними Бюро перепису населення США в 2010 році переписна місцевість мала площу 0,44 км², з яких 0,44 км² — суходіл та 0,00 км² — водойми.

## Демографія
Згідно з переписом 2010 року, у переписній місцевості мешкали 172 особи в 88 домогосподарствах у складі 47 родин. Густота населення становила 387 осіб/км².  Було 94 помешкання (212/км²).
Расовий склад населення:
| - 99,4 % — білих - 0,6 % — чорних або афроамериканців |

До двох чи більше рас належало 0,0 %. Частка іспаномовних становила 0,0 % від усіх жителів.
За віковим діапазоном населення розподілялося таким чином: 12,8 % — особи молодші 18 років, 63,4 % — особи у віці 18—64 років, 23,8 % — особи у віці 65 років та старші. Медіана віку мешканця становила 54,3 року. На 100 осіб жіночої статі у переписній місцевості припадало 117,7 чоловіків;  на 100 жінок у віці від 18 років та старших — 120,6 чоловіків також старших 18 років.
Цивільне працевлаштоване населення становило 68 осіб. Основні галузі зайнятості: транспорт — 54,4 %, виробництво — 26,5 %, інформація — 13,2 %, роздрібна торгівля — 5,9 %.